# Bolitoglossa guaneae
Bolitoglossa guaneae es una especie de salamandras en la familia Plethodontidae.
Es endémica de la vertiente occidental de la Cordillera Oriental (Colombia).